# Richard Foster (football)
Pour les articles homonymes, voir Richard Foster et Foster.
Richard Martyn Foster, aussi appelé Ricky Foster, est un footballeur écossais, né le 31 juillet 1985 à Aberdeen en Écosse. Il joue comme milieu polyvalent à Detroit City en USL Championship.

## Biographie
Le 6 janvier 2012, Foster est transféré d'Aberdeen au club anglais de Bristol City pour un montant non révélé.
Le 30 juin 2015, il rejoint Ross County FC.
Le 19 août 2016, il rejoint Saint Johnstone.
Le 1er avril 2017, Foster et son coéquipier Danny Swanson se bagarrent lors d'un match contre le Hamilton Academical.
Après avoir passé toute sa carrière au Royaume-Uni, Foster rejoint Detroit City en USL Championship le 15 août 2022.

## Vie privée
En 2018 il épouse à Las Vegas au Nevada, l'auteure-compositrice-interprète écossaise, Amy Macdonald.

## Palmarès
Rangers FC
- Champion d'Écosse en 2011
- Champion de troisième division écossaise en 2014

 Ross County
- Vainqueur de la Coupe de la Ligue écossaise en 2016